# Бузовиця
Бу́зовиця —  село в Україні, у Кельменецькій селищній громаді Дністровського району Чернівецької області.

## Географія
На східній околиці села бере початок річка Вілія, ліва притока Дністра

## Історія
Після завершення Другої світової війни у 1946—1947 роках жителі села пережили голод, селяни зазнали репресій та колективізації.
З 1991 року в складі незалежної України.
В 2021 році шляхом об'єднання сільських рад, село увійшло до складу Кельменецької селищної громади.

## Населення
Згідно з переписом УРСР 1989 року чисельність наявного населення села становила 1686 осіб, з яких 736 чоловіків та 950 жінок.
За переписом населення України 2001 року в селі мешкала 1621 особа.

### Мова
Розподіл населення за рідною мовою за даними перепису 2001 року:
| Мова       | Відсоток |
| ---------- | -------- |
| українська | 97,62 %  |
| російська  | 1,89 %   |
| молдовська | 0,30 %   |
| румунська  | 0,18 %   |

## Відомі уродженці села
- Білоус Пантелеймон Петрович (*19.08.1913, с. Бузовиця, нині Кельменецького району -? р. см. невід.) — учасник революційного підпілля на Буковині 1929—1940 рр, педагог, вчителював у сс. Рокитне, Динівці Новоселицького району, автор документальної повісті «Червона Бузовиця» (1979).
- Біла Ольга Федорівна — Кавалер ордена Леніна. Народилася 07.02.1934 у с. Бузовиця, тепер Кельменецького району. У 1953 р. переїхала у Чернівці, працювала швачкою в артілі «Швейник», на Чернівецькій швейній фабриці № 1, об'єднанні «Трембіна». Нагороджена орденами Леніна, Трудового Червоного Прапора. Її ім'я включено до науково-популярного видання «Вони прославили Буковину». Померла 18.07.1998 р., м. Чернівці.
- Подолян Михайло Михайлович — Український художник. Народивя 06.02.1952  р. У с. Бузовиця Кельменецького району. У 1975—1980 рр. навчався у Львівському державному інституті прикладного та декоративного мистецтва, факультет проектування інтер'єру та обладнання. Член Національної спілки художників України з 1993 р. Працює в галузі станкової скульптури та малярства. Учасник обласних, всеукраїнських художніх виставок. Автор меморіальної дошки у Чернівцях журналісту, мистецтвознавцю, колишньому редактору газети «Радянська Буковина» К. М. Демочку.

## Світлини

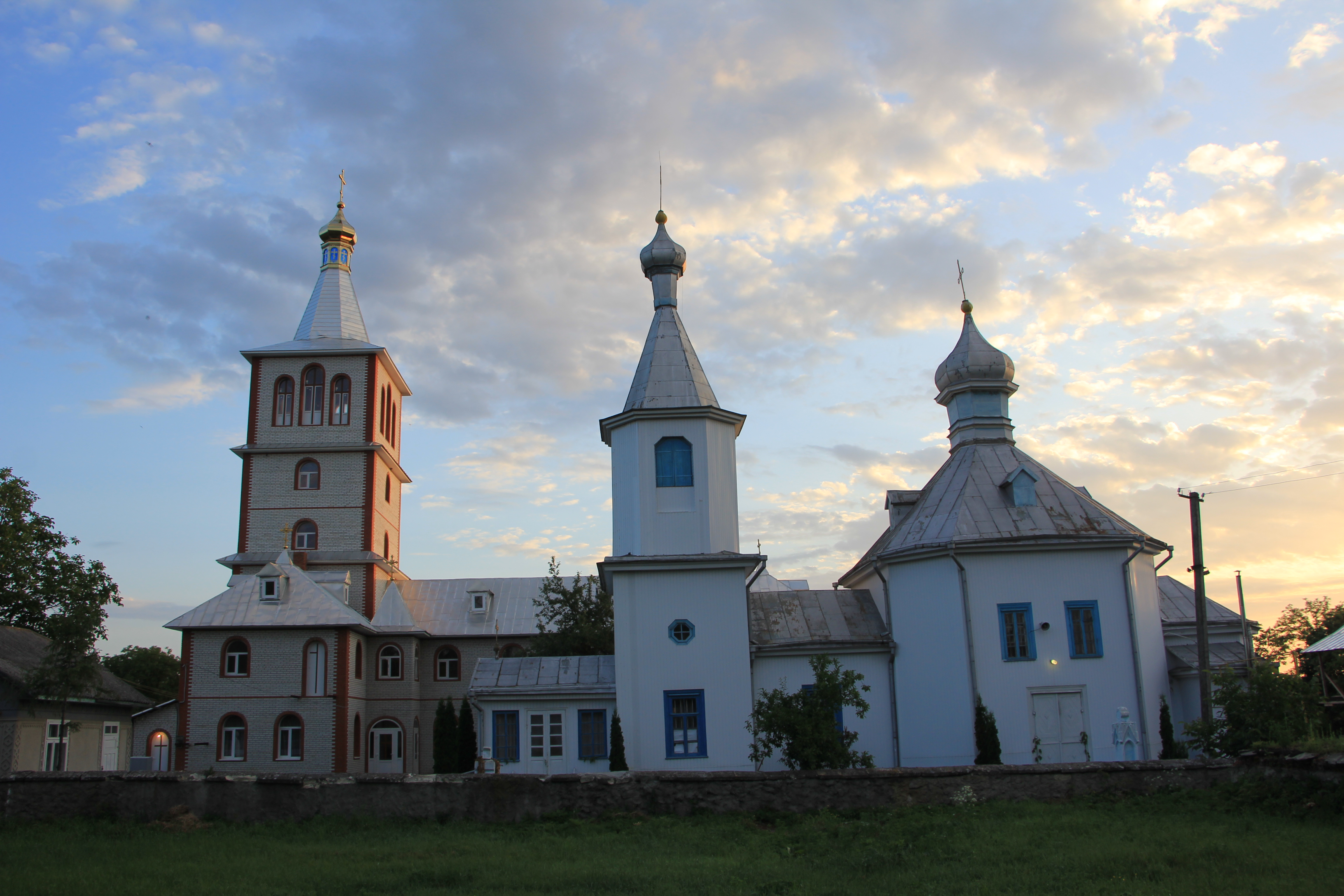
Церква Різдва Пр. Богородиці 1898 с. Бузовиця
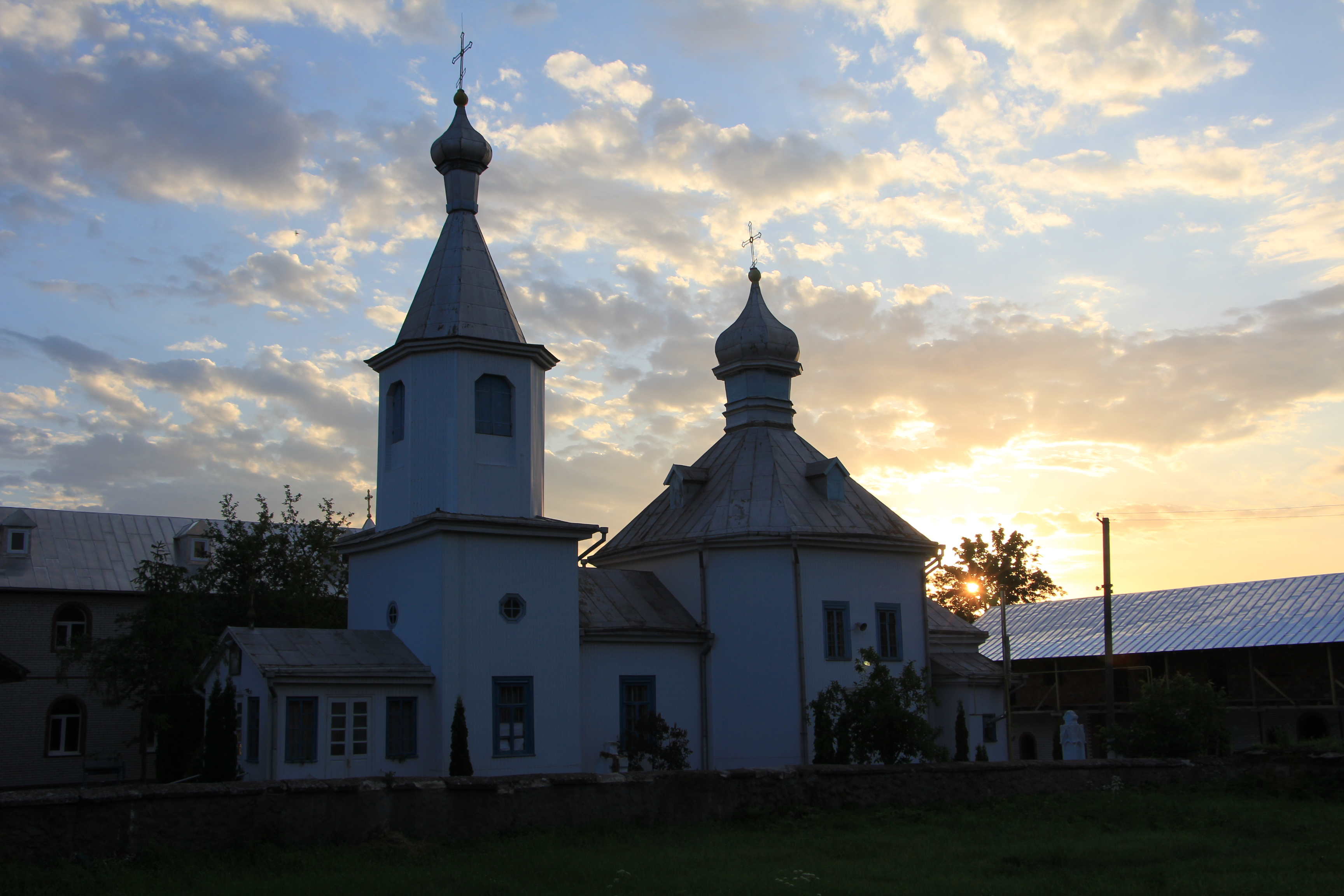
Церква Різдва Пр. Богородиці 1898 с. Бузовиця